# Stare Davîdkovo, Muncaci
Stare Davîdkovo (în ucraineană Старе Давидково) este un sat în comuna Ivanivți din raionul Muncaci, regiunea Transcarpatia, Ucraina.

## Demografie
Componența lingvistică a localității Stare Davîdkovo
     Ucraineană (99,34%)
     Alte limbi (0,65%)
Conform recensământului din 2001, majoritatea populației localității Stare Davîdkovo era vorbitoare de ucraineană (99,34%), existând în minoritate și vorbitori de alte limbi.